# Gornja Stranica
Gornja Stranica falu Horvátországban Károlyváros megyében. Közigazgatásilag Ribnikhez tartozik.

## Fekvése
Károlyvárostól 16 km-re északnyugatra, községközpontjától 3 km-re délkeletre fekszik.

## Története
1857-ben 80, 1910-ben 95 lakosa volt. A település trianoni békeszerződésig Zágráb vármegye Károlyvárosi járásához tartozott. 2011-ben mindössze egy állandó lakosa volt.

## Nevezetességei
A Szent Péter-kápolna a településen kívüli magaslaton fekvő temetőben található. Egyhajós, téglalap alaprajzú épület, valamivel szűkebb félköríves szentéllyel, a szentélytől nyugatra sekrestyével és a főhomlokzat előtti harangtoronnyal. A hajó donga- és csehboltozatos, a szentélyt pedig félkupola fedi. A főoltárt 1866-ban Anton Zajc szlovén mester készítette. Oltárképek a Páduai Szent Antal 1892-ből és Szent Balázs 1902-ből származnak, az oldalfalakon J. Šašel festőművész alkotásai láthatók. A kápolna több ütemben épült. Épületszerkezete és az épületelemek arra utalnak, hogy a harangtorony a kápolna legrégebbi része, míg a templomhajó a szentéllyel a 18. végén és a 19. század elején épült.

## Lakosság
| Lakosság változása | Lakosság változása | Lakosság változása | Lakosság változása | Lakosság változása | Lakosság változása | Lakosság változása | Lakosság változása | Lakosság változása | Lakosság változása | Lakosság változása | Lakosság változása | Lakosság változása | Lakosság változása | Lakosság változása | Lakosság változása |
| ------------------ | ------------------ | ------------------ | ------------------ | ------------------ | ------------------ | ------------------ | ------------------ | ------------------ | ------------------ | ------------------ | ------------------ | ------------------ | ------------------ | ------------------ | ------------------ |
| 1857               | 1869               | 1880               | 1890               | 1900               | 1910               | 1921               | 1931               | 1948               | 1953               | 1961               | 1971               | 1981               | 1991               | 2001               | 2011               |
| 80                 | 123                | 135                | 126                | 106                | 95                 | 85                 | 101                | 113                | 99                 | 82                 | 59                 | 28                 | 12                 | 3                  | 1                  |